# Peraltilla
Peraltilla es un municipio de España en la provincia de Huesca, Comunidad Autónoma de Aragón. Tiene un área 16,26 km² con una población de 198 habitantes (INE 2009) y una densidad de 12,18 hab/km².

## Demografía
Peraltilla cuenta con una población de 215 habitantes (INE 2024).
| Gráfica de evolución demográfica de Peraltilla entre 1842 y 2021                                                    |
| |
| Población de derecho según los censos de población del INE Población de hecho según los censos de población del INE |

## Administración y política
| Período             | Alcalde                     | Partido  |  |
| ------------------- | --------------------------- | -------- |  |
| 1979-1982 1982-1983 | José Pedro Sierra Cebollero | UCD Ind. |  |
| 1979-1982 1982-1983 | José Pedro Sierra Cebollero | UCD Ind. |  |
| 1983-1987           |                             |          |  |
| 1987-1991           |                             |          |  |
| 1991-1995           |                             |          |  |
| 1995-1999           |                             |          |  |
| 1999-2003           |                             |          |  |
| 2003-2007           |                             | PP       |  |
| 2007-2011           | José Pedro Sierra Cebollero | PP       |  |
| 2011-2015           | José Pedro Sierra Cebollero | PP       |  |
| 2015-2019           | José Pedro Sierra Cebollero | PP       |  |

| Partido político    | Partido político                                   | 2003   | 2007   | 2011   | 2015   |
| Partido político    | Partido político                                   | Ediles | Ediles | Ediles | Ediles |
|                     | Partido Popular de Aragón (PP)                     | 5      | 5      | 5      | 5      |
|                     | Partido Aragonés (PAR)                             | —      | 0      | 0      | 0      |
|                     | Partido de los Socialistas de Aragón (PSOE-Aragón) | 0      | 0      | 0      | 0      |
|                     | Chunta Aragonesista (CHA)                          | —      | 0      | —      | —      |
| Total de concejales | Total de concejales                                | 5      | 5      | 5      | 5      |